# كأس آسيا لكرة الصالات للسيدات 2025
كأس آسيا لكرة الصالات للسيدات 2025 هي النسخة الثالثة من كأس آسيا لكرة الصالات للسيدات، بطولة كرة الصالات الدولية التي ينظمها الاتحاد الآسيوي لكرة القدم (AFC) للمنتخبات الوطنية النسائية في آسيا. ستقام البطولة بين 6 و 17 مايو 2025.
إيران هي حاملة اللقب لمرتين متتاليتين.
ستكون البطولة بمثابة التصفيات المؤهلة لـ كأس العالم لكرة الصالات للسيدات 2025 الافتتاحية التي ستقام في الفلبين.

## اختيار المستضيف
أبدت اتحادات كرة القدم الثلاثة التالية اهتمامها باستضافة البطولة بحلول الموعد النهائي.
 الصين
 إندونيسيا
 أوزبكستان
في 13 سبتمبر 2024، صادقت اللجنة التنفيذية بالاتحاد الآسيوي لكرة القدم على قرارات لجنة كرة الصالات والكرة الشاطئية بالاتحاد بمنح حقوق استضافة كأس آسيا لكرة الصالات للسيدات 2025 إلى الاتحاد الصيني لكرة القدم.

## المتأهلين
تأهلت الدولة المضيفة وأفضل فريقين في البطولة السابقة في بطولة آسيا لكرة الصالات للسيدات 2018 تلقائيًا، في حين تم تحديد الفرق التسعة الأخرى من خلال مباريات التصفيات التي لعبت في يناير 2025.

### الفرق المتأهلة
تأهلت الفرق الاثني عشر التالية للبطولة:
| الفريق         | طريقة التأهل                 | تاريخ التأهل   | عدد مرات الظهور في النهائيات | آخر ظهور | أفضل أداء سابق               |
| -------------- | ---------------------------- | -------------- | ---------------------------- | -------- | ---------------------------- |
| الصين          | المضيف                       | 13 سبتمبر 2024 | الثالثة                      | 2018     | ربع النهائي (2018)           |
| إيران          | بطلة 2018                    | 30 أغسطس 2024  | الثالثة                      | 2018     | البطل (2015، 2018)           |
| اليابان        | وصيفة 2018                   | 30 أغسطس 2024  | الثالثة                      | 2018     | الوصيفة (2015، 2018)         |
| تايلاند        | الفائزة بـ المجموعة أ        | 17 يناير 2025  | الثالثة                      | 2018     | المركز الثالث (2015، 2018)   |
| إندونيسيا      | الفائزة بـ المجموعة ب        | 17 يناير 2025  | الثانية                      | 2018     | ربع النهائي (2018)           |
| أستراليا       | الفائزة بـ المجموعة ج        | 17 يناير 2025  | الأولى                       | لا يوجد  | لا يوجد (الظهور الأول)       |
| فيتنام         | الفائزة بـ المجموعة د        | 17 يناير 2025  | الثالثة                      | 2018     | المركز الرابع (2018)         |
| البحرين        | وصيفة المجموعة أ             | 19 يناير 2025  | الثانية                      | 2018     | مرحلة المجموعات (2018)       |
| هونغ كونغ      | وصيفة المجموعة ب             | 17 يناير 2025  | الثالثة                      | 2018     | مرحلة المجموعات (2015، 2018) |
| أوزبكستان      | وصيفة المجموعة ج             | 19 يناير 2025  | الثالثة                      | 2018     | ربع النهائي (2018)           |
| تايبيه الصينية | وصيفة المجموعة د             | 17 يناير 2025  | الثانية                      | 2018     | ربع النهائي (2018)           |
| الفلبين        | أفضل فريق صاحب المركز الثالث | 17 يناير 2025  | الأولى                       | لا يوجد  | لا يوجد (الظهور الأول)       |

### القرعة
أجريت القرعة في 6 فبراير 2025 في فندق جوفا جراند في هوهوت، الصين.
تم تقسيم الفرق الـ 12 إلى ثلاث مجموعات تضم كل منها أربعة فرق، مع الاعتماد على تصنيف الفيفا العالمي لكرة الصالات اعتبارًا من أكتوبر 2024، والتي تظهر بين قوسين باستثناء الفريق غير المصنف، والذي يشار إليه بـ (–). بصفتها المضيفة، تم تصنيف الصين تلقائيًا في الوعاء 1.
| الوعاء 1                                  | الوعاء 2                                | الوعاء 3                                          | الوعاء 4                               |
| ----------------------------------------- | --------------------------------------- | ------------------------------------------------- | -------------------------------------- |
| الصين (26; المضيفة) تايلاند (6) إيران (9) | اليابان (10) فيتنام (11) أوزبكستان (18) | إندونيسيا (24) تايبيه الصينية (25) هونغ كونغ (31) | البحرين (36) الفلبين (59) أستراليا (–) |

## التشكيلات
يجب على كل فريق تسجيل قائمة نهائية تضم 14 لاعبة، بما في ذلك حارستي مرمى على الأقل، في موعد لا يتجاوز 10 أيام قبل المباراة الأولى في البطولة (المادة 26.3 من اللوائح).

## مرحلة المجموعات

### كسر التعادل
تم ترتيب الفرق وفقًا للنقاط (3 نقاط للفوز، نقطة واحدة للتعادل، 0 نقاط للخسارة)، وإذا تعادلت الفرق في النقاط، فسيتم تطبيق معايير كسر التعادل التالية، بالترتيب المحدد، لتحديد الترتيب (المادة 7.3 من اللوائح):
النقاط في المواجهات المباشرة بين الفرق المتعادلة؛
فارق الأهداف في المواجهات المباشرة بين الفرق المتعادلة؛
الأهداف المسجلة في المواجهات المباشرة بين الفرق المتعادلة؛
إذا كان هناك أكثر من فريقين متعادلين، وبعد تطبيق جميع معايير المواجهات المباشرة المذكورة أعلاه، ظلت مجموعة فرعية من الفرق متعادلة، فسيتم إعادة تطبيق جميع معايير المواجهات المباشرة المذكورة أعلاه حصريًا على هذه المجموعة الفرعية من الفرق؛
فارق الأهداف في جميع مباريات المجموعة؛
الأهداف المسجلة في جميع مباريات المجموعة؛
ركلات الترجيح إذا كان هناك فريقان فقط متعادلان والتقيا في الجولة الأخيرة من المجموعة؛
النقاط التأديبية (البطاقة الصفراء = نقطة واحدة، البطاقة الحمراء نتيجة بطاقتين صفراوين = 3 نقاط، البطاقة الحمراء المباشرة = 3 نقاط، البطاقة الصفراء متبوعة بالبطاقة الحمراء المباشرة = 4 نقاط)؛
سحب القرعة.

### المجموعة أ
| م | الفريق         | لعب | ف | ت | خ | أ.له | أ.ع | أ.ف | نقاط | تأهل                                                   |
| - | -------------- | --- | - | - | - | ---- | --- | --- | ---- | ------------------------------------------------------ |
| 1 | الصين (H)      | 0   | 0 | 0 | 0 | 0    | 0   | 0   | 0    | التأهل إلى مرحلة خروج المغلوب                          |
| 2 | أوزبكستان      | 0   | 0 | 0 | 0 | 0    | 0   | 0   | 0    | التأهل إلى مرحلة خروج المغلوب                          |
| 3 | تايبيه الصينية | 0   | 0 | 0 | 0 | 0    | 0   | 0   | 0    | إمكانية التأهل إلى مرحلة خروج المغلوب بناءً على الترتيب |
| 4 | أستراليا       | 0   | 0 | 0 | 0 | 0    | 0   | 0   | 0    |                                                        |

| أوزبكستان | ضد | تايبيه الصينية |
| --------- | -- | -------------- |
|           |    |                |

| الصين | ضد | أستراليا |
| ----- | -- | -------- |
|       |    |          |

| أستراليا | ضد | أوزبكستان |
| -------- | -- | --------- |
|          |    |           |

| تايبيه الصينية | ضد | الصين |
| -------------- | -- | ----- |
|                |    |       |

| تايبيه الصينية | ضد | أستراليا |
| -------------- | -- | -------- |
|                |    |          |

| الصين | ضد | أوزبكستان |
| ----- | -- | --------- |
|       |    |           |

### المجموعة ب
| م | الفريق    | لعب | ف | ت | خ | أ.له | أ.ع | أ.ف | نقاط | تأهل                                                   |
| - | --------- | --- | - | - | - | ---- | --- | --- | ---- | ------------------------------------------------------ |
| 1 | إيران     | 0   | 0 | 0 | 0 | 0    | 0   | 0   | 0    | التأهل إلى مرحلة خروج المغلوب                          |
| 2 | فيتنام    | 0   | 0 | 0 | 0 | 0    | 0   | 0   | 0    | التأهل إلى مرحلة خروج المغلوب                          |
| 3 | هونغ كونغ | 0   | 0 | 0 | 0 | 0    | 0   | 0   | 0    | إمكانية التأهل إلى مرحلة خروج المغلوب بناءً على الترتيب |
| 4 | الفلبين   | 0   | 0 | 0 | 0 | 0    | 0   | 0   | 0    |                                                        |

| إيران | ضد | الفلبين |
| ----- | -- | ------- |
|       |    |         |

| فيتنام | ضد | هونغ كونغ |
| ------ | -- | --------- |
|        |    |           |

| الفلبين | ضد | فيتنام |
| ------- | -- | ------ |
|         |    |        |

| هونغ كونغ | ضد | إيران |
| --------- | -- | ----- |
|           |    |       |

| هونغ كونغ | ضد | الفلبين |
| --------- | -- | ------- |
|           |    |         |

| إيران | ضد | فيتنام |
| ----- | -- | ------ |
|       |    |        |

### المجموعة ج
| م | الفريق    | لعب | ف | ت | خ | أ.له | أ.ع | أ.ف | نقاط | تأهل                                                   |
| - | --------- | --- | - | - | - | ---- | --- | --- | ---- | ------------------------------------------------------ |
| 1 | تايلاند   | 0   | 0 | 0 | 0 | 0    | 0   | 0   | 0    | التأهل إلى مرحلة خروج المغلوب                          |
| 2 | اليابان   | 0   | 0 | 0 | 0 | 0    | 0   | 0   | 0    | التأهل إلى مرحلة خروج المغلوب                          |
| 3 | إندونيسيا | 0   | 0 | 0 | 0 | 0    | 0   | 0   | 0    | إمكانية التأهل إلى مرحلة خروج المغلوب بناءً على الترتيب |
| 4 | البحرين   | 0   | 0 | 0 | 0 | 0    | 0   | 0   | 0    |                                                        |

| تايلاند | ضد | البحرين |
| ------- | -- | ------- |
|         |    |         |

| اليابان | ضد | إندونيسيا |
| ------- | -- | --------- |
|         |    |           |

| البحرين | ضد | اليابان |
| ------- | -- | ------- |
|         |    |         |

| إندونيسيا | ضد | تايلاند |
| --------- | -- | ------- |
|           |    |         |

| إندونيسيا | ضد | البحرين |
| --------- | -- | ------- |
|           |    |         |

| تايلاند | ضد | اليابان |
| ------- | -- | ------- |
|         |    |         |

### ترتيب الفرق صاحبة المركز الثالث
| م | مج | الفريق                   | لعب | ف | ت | خ | أ.له | أ.ع | أ.ف | نقاط | تأهل                          |
| - | -- | ------------------------ | --- | - | - | - | ---- | --- | --- | ---- | ----------------------------- |
| 1 | أ  | المركز الثالث المجموعة أ | 0   | 0 | 0 | 0 | 0    | 0   | 0   | 0    | التأهل إلى مرحلة خروج المغلوب |
| 2 | ب  | المركز الثالث المجموعة ب | 0   | 0 | 0 | 0 | 0    | 0   | 0   | 0    | التأهل إلى مرحلة خروج المغلوب |
| 3 | ج  | المركز الثالث المجموعة ج | 0   | 0 | 0 | 0 | 0    | 0   | 0   | 0    |                               |

## مرحلة خروج المغلوب
في مرحلة خروج المغلوب، يتم استخدام الوقت الإضافي وركلات الترجيح لتحديد الفائز إذا لزم الأمر، باستثناء مباراة تحديد المركز الثالث حيث يتم استخدام ركلات الترجيح بدون وقت إضافي لتحديد الفائز إذا لزم الأمر (المادة 10 من اللوائح).

### المخطط
|  | ربع النهائي                         | ربع النهائي              |                 |  | نصف النهائي                | نصف النهائي                |  |  | النهائي | النهائي |
|  |                                     |                          |                 |  |                            |                            |  |  |         |         |
|  | 13 مايو - هوهوت                     |                          |                 |  |                            |                            |  |  |         |         |
|  |                                     |                          |                 |  |                            |                            |  |  |         |         |
|  | -الفائز بالمجموعة أ                 |                          |                 |  |                            |                            |  |  |         |         |
|  | 15 مايو - هوهوت                     |                          |                 |  |                            |                            |  |  |         |         |
|  | -صاحب المركز الثالث في المجموعة ب/ج |                          |                 |  |                            |                            |  |  |         |         |
|  | -الفائز في ربع النهائي 3            |                          |                 |  |                            |                            |  |  |         |         |
|  | 13 مايو - هوهوت                     |                          |                 |  |                            |                            |  |  |         |         |
|  |                                     | -الفائز في ربع النهائي 2 |                 |  |                            |                            |  |  |         |         |
|  | -الفائز بالمجموعة ج                 |                          |                 |  |                            |                            |  |  |         |         |
|  |                                     |                          | 17 مايو - هوهوت |  |                            |                            |  |  |         |         |
|  | -صاحب المركز الثالث في المجموعة أ/ب |                          |                 |  |                            |                            |  |  |         |         |
|  | -الفائز في نصف النهائي 1            |                          |                 |  |                            |                            |  |  |         |         |
|  | 13 مايو - هوهوت                     |                          |                 |  |                            |                            |  |  |         |         |
|  |                                     | -الفائز في نصف النهائي 2 |                 |  |                            |                            |  |  |         |         |
|  | -الفائز بالمجموعة ب                 |                          |                 |  |                            |                            |  |  |         |         |
|  | 15 مايو - هوهوت                     |                          |                 |  |                            |                            |  |  |         |         |
|  | -وصيف المجموعة ج                    |                          |                 |  |                            |                            |  |  |         |         |
|  | -الفائز في ربع النهائي 1            |                          |                 |  |                            |                            |  |  |         |         |
|  | 13 مايو - هوهوت                     |                          |                 |  |                            |                            |  |  |         |         |
|  |                                     | -الفائز في ربع النهائي 4 |                 |  | مباراة تحديد المركز الثالث | مباراة تحديد المركز الثالث |  |  |         |         |
|  | -وصيف المجموعة أ                    | -الفائز في ربع النهائي 4 |                 |  | مباراة تحديد المركز الثالث | مباراة تحديد المركز الثالث |  |  |         |         |
|  |                                     |                          | 17 مايو - هوهوت |  |                            |                            |  |  |         |         |
|  | -وصيف المجموعة ب                    |                          |                 |  |                            |                            |  |  |         |         |
|  | -الخاسر في نصف النهائي 1            |                          |                 |  |                            |                            |  |  |         |         |
|  |                                     |                          |                 |  |                            |                            |  |  |         |         |
|  | -الخاسر في نصف النهائي 2            |                          |                 |  |                            |                            |  |  |         |         |
|  |                                     |                          |                 |  |                            |                            |  |  |         |         |

### ربع النهائي
| الفائز بالمجموعة ب | ضد | وصيف المجموعة ج |
| ------------------ | -- | --------------- |
|                    |    |                 |

| الفائز بالمجموعة ج | ضد | صاحب المركز الثالث في المجموعة أ/ب |
| ------------------ | -- | ---------------------------------- |
|                    |    |                                    |

| الفائز بالمجموعة أ | ضد | صاحب المركز الثالث في المجموعة ب/ج |
| ------------------ | -- | ---------------------------------- |
|                    |    |                                    |

| وصيف المجموعة أ | ضد | وصيف المجموعة ب |
| --------------- | -- | --------------- |
|                 |    |                 |

### نصف النهائي
سيتأهل الفائزون إلى كأس العالم لكرة الصالات للسيدات 2025.
| الفائز في ربع النهائي 3 | ضد | الفائز في ربع النهائي 2 |
| ----------------------- | -- | ----------------------- |
|                         |    |                         |

| الفائز في ربع النهائي 1 | ضد | الفائز في ربع النهائي 4 |
| ----------------------- | -- | ----------------------- |
|                         |    |                         |

### مباراة تحديد المركز الثالث
سيتأهل الفائز إلى كأس العالم لكرة الصالات للسيدات 2025. إذا وصل منتخب الفلبين إلى الدور نصف النهائي، فسيتأهل الخاسر أيضًا.
| الخاسر في نصف النهائي 1 | ضد | الخاسر في نصف النهائي 2 |
| ----------------------- | -- | ----------------------- |
|                         |    |                         |

### النهائي
| الفائز في نصف النهائي 1 | ضد | الفائز في نصف النهائي 2 |
| ----------------------- | -- | ----------------------- |
|                         |    |                         |

## الفرق المتأهلة لكأس العالم لكرة الصالات للسيدات 2025
بصفتها الدولة المضيفة، ضمنت الفلبين مكانها في كأس العالم، بغض النظر عن نتائجها في كأس آسيا.
إذا تقدمت الفلبين إلى الدور نصف النهائي، فستتأهل جميع الفرق الأخرى في الدور نصف النهائي تلقائيًا. ومع ذلك، إذا لم تصل الفلبين إلى الدور نصف النهائي، فستضمن الفرق الثلاثة الأولى - الفائز والوصيف والمركز الثالث - التأهل إلى كأس العالم لكرة الصالات للسيدات 2025.
تأهلت الفرق الأربعة التالية من الاتحاد الآسيوي لكرة القدم كأس العالم لكرة الصالات للسيدات 2025.
| الفريق  | تأهل في      | مرات الظهور السابقة في كأس العالم لكرة الصالات للسيدات |
| ------- | ------------ | ------------------------------------------------------ |
| الفلبين | 15 مايو 2024 | 0 (الظهور الأول)                                       |
| none    | مايو 2025    | 0 (الظهور الأول)                                       |
| none    | مايو 2025    | 0 (الظهور الأول)                                       |
| none    | مايو 2025    | 0 (الظهور الأول)                                       |

## روابط خارجية
- كأس آسيا لكرة الصالات للسيدات
، the-AFC.com